# August Brecheisen

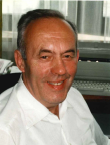
Pater August Brecheisen (1997)

August Brecheisen SDB (* 15. Juni 1927 in Obergessertshausen; † 19. Oktober 2005 in München) war ein römisch-katholischer Ordenspriester der Salesianer Don Boscos.

## Leben
August Brecheisen wurde in der schwäbischen Gemeinde Obergessertshausen im Zusamtal in eine Familie von 5 Geschwistern geboren. Er machte zunächst bis 1944 eine Ausbildung zum Kaufmann. Danach wurde er als 17-Jähriger zum Militärdienst eingezogen und geriet kurzzeitig in amerikanische Kriegsgefangenschaft. Im September 1948 entschied er sich, Salesianer Don Boscos zu werden, und begann deshalb im Gymnasium für Spätberufene in Benediktbeuern seine Studien. 1952 unternahm er mit dem Eintritt ins Noviziat der Salesianer Don Boscos in Ensdorf seine ersten Schritte zum Ordensmann. Nachdem er am 15. August 1953 die Ordensgelübde abgelegt hatte, übernahm er nach der Abiturprüfung 1955 seine erste pädagogische Tätigkeit im Salesianum in München. 1958 setzte er seine Ausbildung mit dem Studium der Theologie und der Philosophie an der Hochschule in Benediktbeuern fort.
Am Festtag der hl. Peter und Paul (29. Juni 1963) wurde er in der Basilika St. Benedikt in Benediktbeuern zum Priester geweiht. Am 7. Juli 1963 feierte August Brecheisen in Obergessertshausen seine Primiz auf einer Wiese unter freiem Himmel. Nach einer ersten Tätigkeit im Lehrlingswohnheim Don Bosco in Furtwangen im Schwarzwald wurde er 1968 wieder ans Salesianum in München berufen, wo er bereits 1969 die Position des Direktors übernahm. Dieses Amt hatte er bis 1978 inne, worauf ihn die deutsche Ordensleitung zum Direktor des Studienzentrums Benediktbeuern berief. Doch schon 1979 ernannte ihn der Generalobere der Salesianer zum Provinzial der Süddeutschen Ordensprovinz, ein Amt, das er 12 Jahre lang ausübte.
Anschließend war er von 1991 bis 1997 als Provinzialvikar tätig und von 1992 bis 1996 Vorsitzender der Bundesarbeitsgemeinschaft Katholische Jugendsozialarbeit. Ab 1997 war Pater Brecheisen Beauftragter für die Don Bosco Familie und die Vereinigung der Salesianischen Mitarbeiter. Am 15. August 2003 musste er aufgrund seiner mittlerweile angeschlagenen Gesundheit diese Ämter abgeben. Er starb am 19. Oktober 2005 im Alter von 78 Jahren.

## Ehrungen
Während seiner Zeit als Direktor des Salesianums in München, in die umfangreiche bauliche Verbesserungen fielen, erhielt er am 30. Dezember 1975 vom Bundespräsidenten die Verdienstmedaille des Verdienstordens der Bundesrepublik Deutschland verliehen, die ihm am 8. April 1976 im Münchner Rathaus überreicht wurde. Am 14. Oktober 1985 verlieh ihm der Erzbischof von München und Freising, Friedrich Kardinal Wetter, den Titel Erzbischöflicher Geistlicher Rat. Am 1. Dezember 1997 erhielt er das goldene Ehrenzeichen des Deutschen Caritasverbands

## Schriften
- Religiöse Bildungsarbeit bei der Arbeiterjugend, Manuskript, München 1976, 31 S.
- Mit Don Bosco Leben wagen. Ein Weg zu erfülltem Christsein. Don Bosco Verlag. München, 1991
- Welchen Beitrag kann Jugendsozialarbeit zur Beantwortung der Sinnfrage menschlichen Lebens leisten. In: Die Heimstatt: Werkheft für Jugendsozialarbeit, ISSN 0939-8457, Heft 1–4, 1993